# Altos de San Lorenzo (La Plata)
Altos de San Lorenzo es una localidad argentina del partido de La Plata, en la provincia de Buenos Aires.

## Geografía

### Ubicación
Está ubicado a 3 km al sureste del centro de la ciudad.

### Población
Tenía una población de 30,192 habitantes (Indec, 2001).

### Sismicidad
La región responde a las subfallas «del río Paraná», y «del río de la Plata», y a la falla de «Punta del Este», con sismicidad baja; y su última manifestación se produjo el 30 de noviembre de 2018 (6 años), a las 10:27 UTC-3, con una magnitud de 3,8 en la escala de Richter.
La Defensa Civil municipal debe advertir sobre escuchar y obedecer acerca de 
Área de
- Tormentas severas, algo periódicas
- Baja sismicidad, con silencio sísmico de 6 años

## Historia
Forma parte de la zona que se desarrolló en la línea del entonces Ferrocarril del Sur (luego Ferrocarril General Roca) que vincula a La Plata con Buenos Aires, al igual que Tolosa, Ringuelet, Manuel B. Gonnet, City Bell, Villa Elisa, Joaquín Gorina y Arturo Seguí.
El 13 de julio de 1882 el gobierno provincial comenzó la construcción de nuevos ramales del ferrocarril que comunicaran a la nueva capital provincial con el Ferrocarril del Oeste y el Ferrocarril del Sur. La línea La Plata - Empalme Pereyra (luego Villa Elisa) se inauguró el 1 de enero de 1889.